# Frankena
Frankena ist ein Ortsteil der Stadt Doberlug-Kirchhain im südbrandenburgischen Landkreis Elbe-Elster mit 300 Einwohnern (Stand Dezember 2007).

## Lage
Frankena liegt an der L701 etwa 2 km nordöstlich von Doberlug-Kirchhain in Richtung der Stadt Sonnewalde.

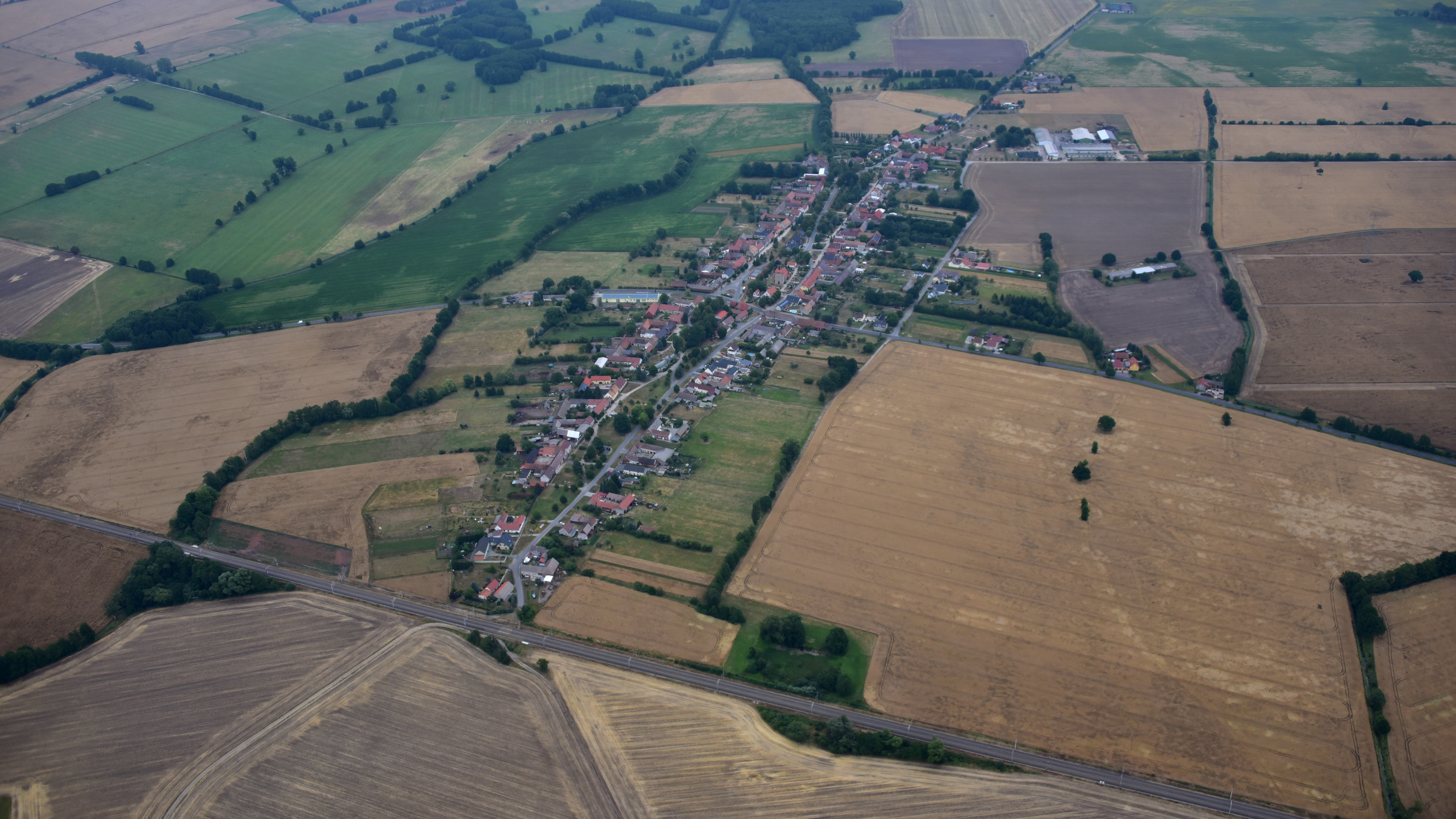
Frankena, Luftaufnahme (2019)

## Geschichte
Der Ort wurde 1229 erstmals als Vrankynow urkundlich erwähnt. 1543 war es mit 35 Hüfnern und 8 Kossäten das größte Dorf im Umkreis und gehörte von 1624 bis zum Wiener Kongress 1815 zum sächsischen Amt, danach zum preußischen Rentamt Dobrilugk. Während des Dreißigjährigen Krieges wurde es von schwedischen Truppen besetzt, blieb aber, nachdem ein Großteil der Bevölkerung sich in Sicherheit brachte, von Zerstörung verschont.

### Eingemeindung
Am 31. Dezember 1999 wurde Frankena nach Doberlug-Kirchhain eingemeindet.

### Bevölkerungsentwicklung
| Einwohnerentwicklung von Frankena ab 1875 bis 2005 | Einwohnerentwicklung von Frankena ab 1875 bis 2005 | Einwohnerentwicklung von Frankena ab 1875 bis 2005 | Einwohnerentwicklung von Frankena ab 1875 bis 2005 | Einwohnerentwicklung von Frankena ab 1875 bis 2005 | Einwohnerentwicklung von Frankena ab 1875 bis 2005 | Einwohnerentwicklung von Frankena ab 1875 bis 2005 | Einwohnerentwicklung von Frankena ab 1875 bis 2005 | Einwohnerentwicklung von Frankena ab 1875 bis 2005 | Einwohnerentwicklung von Frankena ab 1875 bis 2005 | Einwohnerentwicklung von Frankena ab 1875 bis 2005 | Einwohnerentwicklung von Frankena ab 1875 bis 2005 | Einwohnerentwicklung von Frankena ab 1875 bis 2005 | Einwohnerentwicklung von Frankena ab 1875 bis 2005 |
| Jahr                                               | Einwohner                                          |                                                    | Jahr                                               | Einwohner                                          |                                                    | Jahr                                               | Einwohner                                          |                                                    | Jahr                                               | Einwohner                                          |                                                    | Jahr                                               | Einwohner                                          |
| -------------------------------------------------- | -------------------------------------------------- | -------------------------------------------------- | -------------------------------------------------- | -------------------------------------------------- | -------------------------------------------------- | -------------------------------------------------- | -------------------------------------------------- | -------------------------------------------------- | -------------------------------------------------- | -------------------------------------------------- | -------------------------------------------------- | -------------------------------------------------- | -------------------------------------------------- |
| 1875                                               | 434                                                |                                                    | 1946                                               | 631                                                |                                                    | 1989                                               | 344                                                |                                                    | 1995                                               | 337                                                |                                                    | 2005                                               | 315                                                |
| 1890                                               | 457                                                |                                                    | 1950                                               | 591                                                |                                                    | 1990                                               | 341                                                |                                                    | 1996                                               | 333                                                |                                                    |                                                    |                                                    |
| 1910                                               | 430                                                |                                                    | 1964                                               | 449                                                |                                                    | 1991                                               | 352                                                |                                                    | 1997                                               | 340                                                |                                                    |                                                    |                                                    |
| 1925                                               | 409                                                |                                                    | 1971                                               | 424                                                |                                                    | 1992                                               | 343                                                |                                                    | 1998                                               | 345                                                |                                                    |                                                    |                                                    |
| 1933                                               | 421                                                |                                                    | 1981                                               | 366                                                |                                                    | 1993                                               | 336                                                |                                                    | 1999                                               |                                                    |                                                    |                                                    |                                                    |
| 1939                                               | 413                                                |                                                    | 1985                                               | 361                                                |                                                    | 1994                                               | 328                                                |                                                    | 2000                                               |                                                    |                                                    |                                                    |                                                    |

## Kultur und Sehenswürdigkeiten

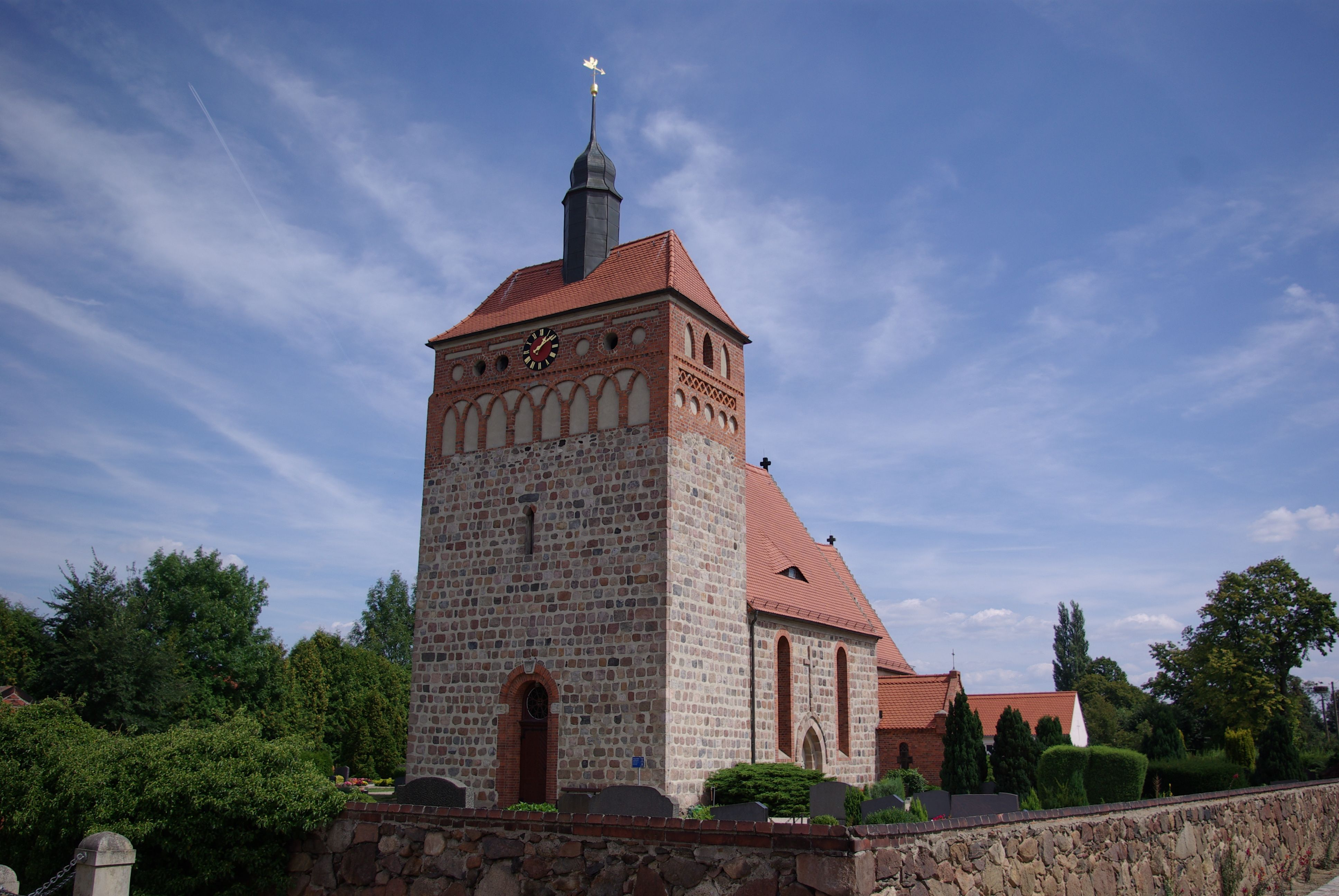
Die Kirche

Die evangelische Dorfkirche St. Pantaleon stammt aus der Mitte des 13. Jahrhunderts und ist ein Feldsteinbau. Der Turm wurde 1488 umgebaut. Der Altaraufsatz stammt aus dem Ende des 17. Jahrhunderts. Die Kirche besitzt eine kostbare Orgel aus dem Jahr 1812 von Johann Christoph Schröther dem Älteren.

### Regelmäßige Veranstaltungen
Jährliche Veranstaltungen sind
- Fasching
- Osterfeuer

## Persönlichkeiten
- Georg Schönmuth (1928–2016), Agrarwissenschaftler, Tierzüchter und Hochschullehrer